# John Radford
John Radford (Hemsworth, Yorkshire, Inglaterra, 22 de febrero de 1947) es un futbolista inglés retirado que jugó en Arsenal, West Ham United y el Blackburn Rovers durante su carrera. Radford, quien jugó como delantero, es el cuarto máximo goleador del Arsenal de todos los tiempos.

## Carrera

### Arsenal
Se unió a las divisiones inferiores de Arsenal en 1962, llegando al primer equipo en febrero de 1964. En el club jugó en su mayoría como volante de creación o delantero centro y en ocasiones, como extremo derecho.
Fue un gran goleador en su juventud y en los equipos de reserva, antes de hacer su debut en el primer contra West Ham United el 21 de marzo de 1964, esta fue su única aparición en la temporada 1964-65. Radford fue más recurrente en la próxima temporada, jugando 15 veces, y se convirtió en el jugador más joven del Arsenal en convertir un hat-trick, contra los Wolves el 2 de enero de 1965, a la edad de 17 años y 315 días, un récord que mantiene hasta el día de hoy.
A comienzos de la temporada 1965-66, Radford fue un regular en Arsenal, y creció futbolísticamente bajo la dirección de Bertie Mee. A pesar de que él había sido ubicado de extremo derecho en la cancha, anotó diecinueve goles en la temporada 1968-69, y llegó a la final de la League Cup. De nuevo anotó diecinueve goles durante la temporada 1969-70, y ayudó a que el Arsenal ganara la Copa de Ferias de 1970, este fue su primer trofeo en diecisiete años. Radford anotó el segundo gol en la victoria de Arsenal por 3-0 en el partido de vuelta de la final, que ganó 4-3 en el global.
Por ese entonces, Radford había sido trasladado al frente del ataque de nuevo y continuó anotando regularmente. La siguiente temporada de 1970-71 Radford anotó 21 veces, su mejor marca en una temporada, formando una alianza con Ray Kennedy que entre ambos se registraron 47 goles. Con sus goles, Radford fue una parte vital del doblete de Arsenal, al ganar la FA Cup y el Campeonato de la Liga.. Su ayuda jugó un papel importante también cuando asistió a Kennedy para el gol de la victoria de Arsenal por el replay de la semifinal en la FA Cup, en la victoria contra Stoke City, y asistiendo a Eddie Kelly y Charlie George para sus goles en la final contra el Liverpool.
Él continuó jugando para el Arsenal en comienzos de la década de los 70, anotando 19 goles en la temporada 1972-73. Sin embargo, su racha de goles disminuyó (con marcas de solo una cifra en 1973-74 y 1974-75) y se lesionó en la temporada 1975-76, que le evitó realizar muchas apariciones en cancha. Por ese entonces, la dupla de Malcolm Macdonald y Frank Stapleton se habían convertido en la primera elección para el ataque de Arsenal y Radford sólo jugó dos veces en los primeros cuatro meses de 1976-77. 
En su carrera, jugó 481 veces por el Arsenal, anotando 149 goles, lo que le convierte en el cuarto máximo goleador de la historia de Arsenal.

### Final de su carrera
Sin poder conseguir un lugar en la cancha, Radford firmó por West Ham United en diciembre de 1976 por £80,000.
Después de un año y 28 partidos de liga, sin poder anotar con los Hammers, Radford se unió a Blackburn Rovers en 1977. Tuvo un éxito moderado en la Segunda División , marcó diez veces en 38 partidos. Dejó Blackburn en 1978 y luego jugó para el amateur Bishop's Stortford, ganando la Isthmian League y el FA Trophy con el club. Después de retirarse, fue regularmente técnico de Bishop's Stortford a los finales de la década de los 80 y principios de los 90. Radford también trabajo como entrenador de jóvenes con Queens Park Rangers. Él también hace visitas guiadas en el Emirates Stadium del Arsenal, y aparece como comentarista deportivo en la estación televisiva Arsenal TV.

## Carrera internacional
Radford fue internacional con la selección joven de Inglaterra, ganando en cuatro encuentros en la sub-23. Hizo su debut con los tres leones en un amistoso contra Rumania el 15 de enero de 1969. Sin embargo, él no era uno de los favoritos para el entrenador de Inglaterra, Sir Alf Ramsey y solo tuvo una convocatoria más contra Suiza, el 13 de octubre de 1971; Radford no anotó en ningún partido.[cita requerida]

## Vida personal
Casado con su esposa Engel desde 1968. Engel, de los países Bajos, y John tienen dos hijos, Ian y Robert. También se convirtió en el propietario y controlador del pub Greyhound en Thaxted, Essex.

## Clubes
| Club               | País       | Año       |
| ------------------ | ---------- | --------- |
| Arsenal            | Inglaterra | 1964-1976 |
| West Ham United    | Inglaterra | 1976-1977 |
| Blackburn Rovers   | Inglaterra | 1977-1979 |
| Bishop´s Stortford | Inglaterra | 1979-1983 |

## Palmarés

### Torneos nacionales
| Título          | Club               | País       | Año     |
| --------------- | ------------------ | ---------- | ------- |
| First Division  | Arsenal            | Inglaterra | 1970-71 |
| FA Cup          | Arsenal            | Inglaterra | 1970-71 |
| Isthmian League | Bishop´s Stortford | Inglaterra | 1980-81 |
| FA Trophy       | Bishop´s Stortford | Inglaterra | 1980-81 |

### Torneos internacionales
| Título         | Club    | Sede    | Año     |
| -------------- | ------- | ------- | ------- |
| Copa de Ferias | Arsenal | Londres | 1969-70 |

### Como técnico
| Título              | Club               | País       | Año  |
| ------------------- | ------------------ | ---------- | ---- |
| Isthmian League Cup | Bishop´s Stortford | Inglaterra | 1989 |